# Hammarskjöldplatz (Berlin)
Der Hammarskjöldplatz ist ein Platz im Berliner Ortsteil Westend des Bezirks Charlottenburg-Wilmersdorf, der sich vor den Messehallen und vor dem Palais am Funkturm befindet. Gegenüber dem Platz befindet sich das Haus des Rundfunks und hinter den Messehallen der Funkturm. Die Benennung des Platzes verweist auf den schwedischen Politiker, Generalsekretär der Vereinten Nationen und Friedensnobelpreisträger Dag Hammarskjöld, der am 18. September 1961 bei einem ungeklärten Flugzeugabsturz in Zentralafrika starb.

## Geschichte
Im Jahr 1914 wurde für die Automobilausstellung die erste Messehalle fertiggestellt. Sie befand sich nördlich des heutigen Messegeländes auf dem damaligen Exerzier-Platz. Der Platz wurde zusammen mit den Eingangsgebäude 1937 nach den Plänen des Architekten Richard Ermisch erbaut und hieß damals Platz vor der Messe. Der Entwurf des Platzes war von Richard Lesser und Ludwig Lesser. Am 14. Oktober 1961 erhielt er seinen heutigen Namen. Am 20. Januar 1989 wurden Teilflächen des Platzes vor den Ausstellungshallen 21 und 17/18 in das Straßenland einbezogen.

## Sonstiges
Gegenüber dem Nordeingang des Messegeländes wurde eine Gedenkstätte für Dag Hammarskjöld errichtet. Neben der Gedenktafel für Hammarskjöld wurde dort 1997 die kinetische Skulptur Spiele des Windes von Manrique Césa errichtet.

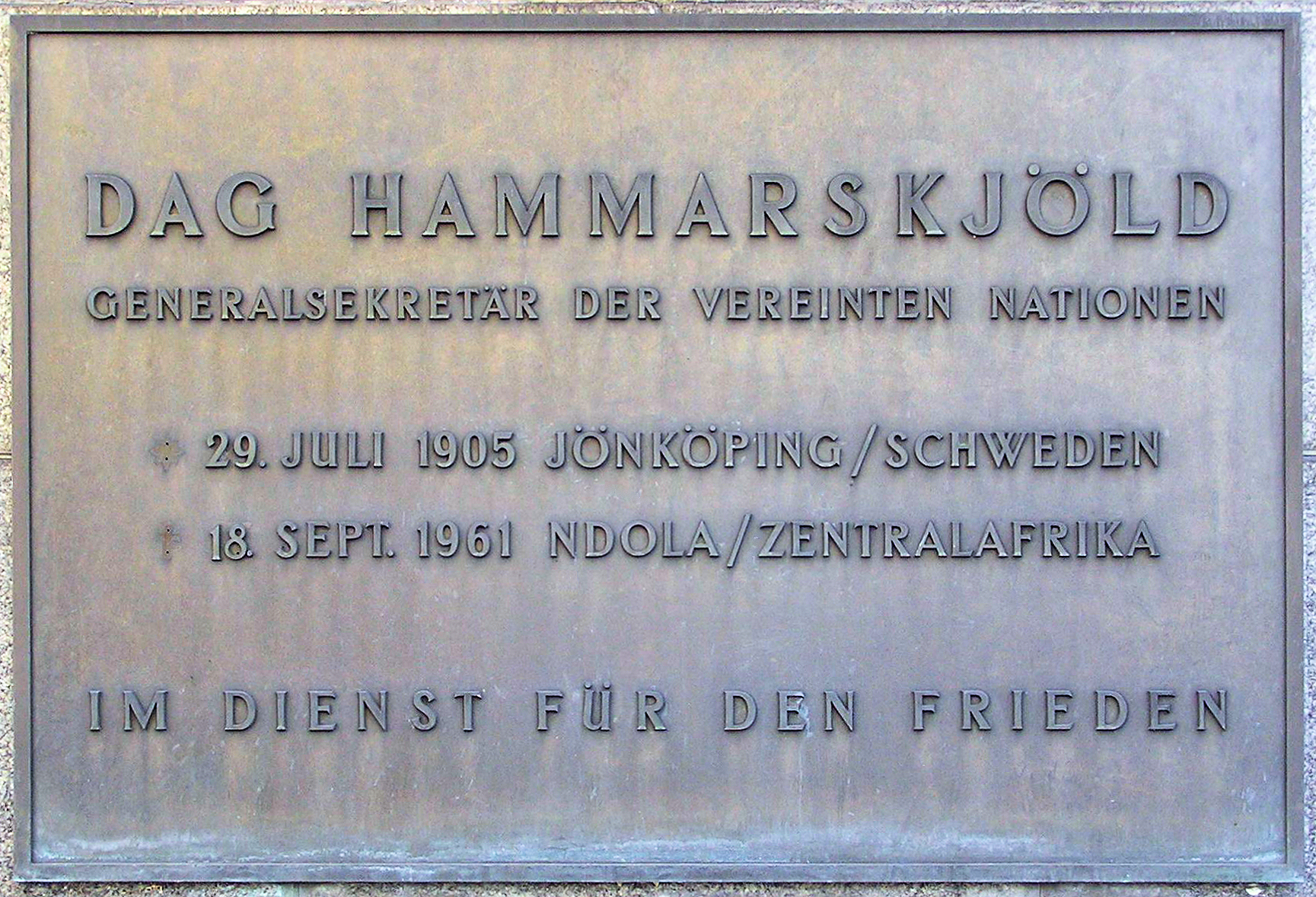
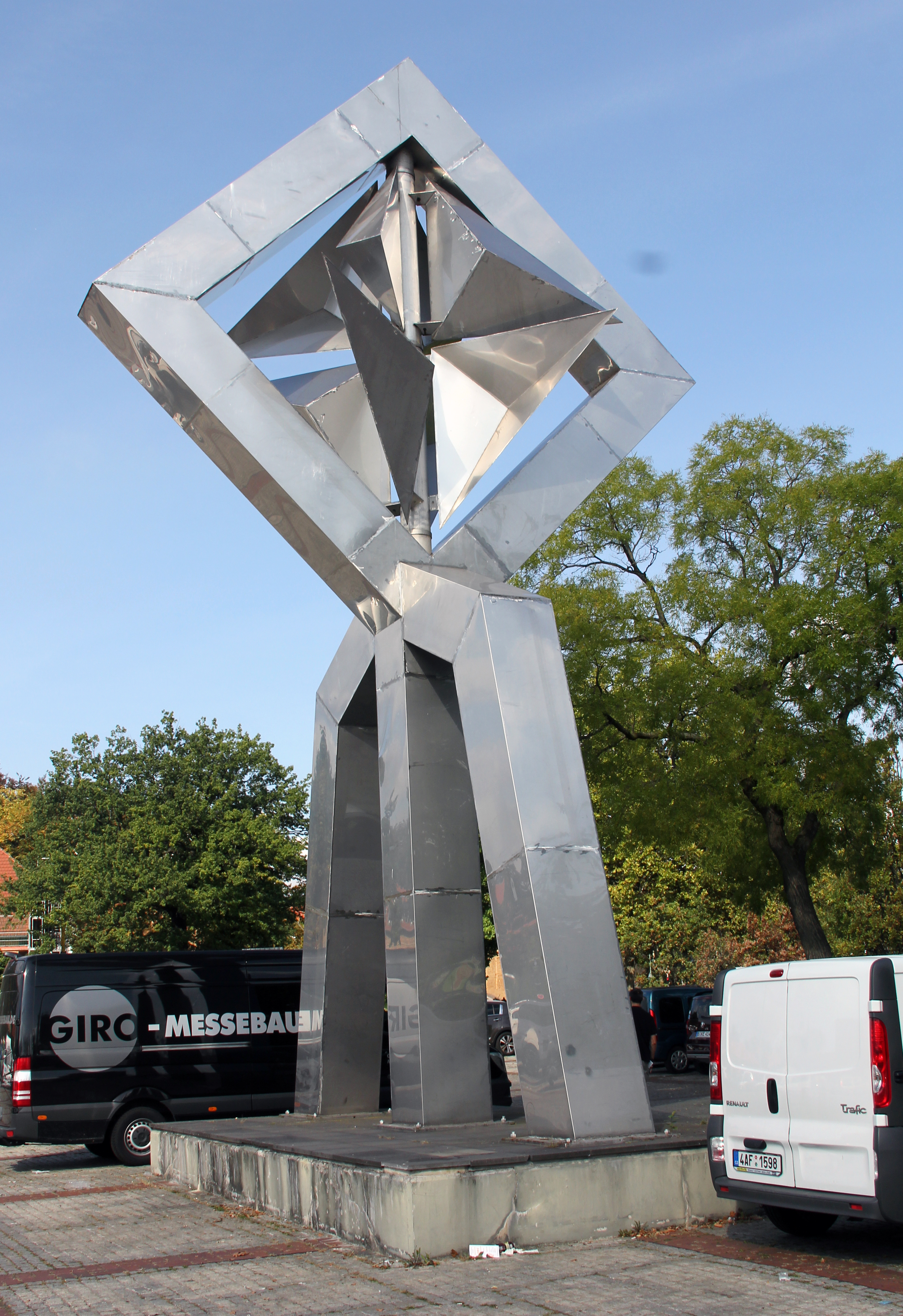
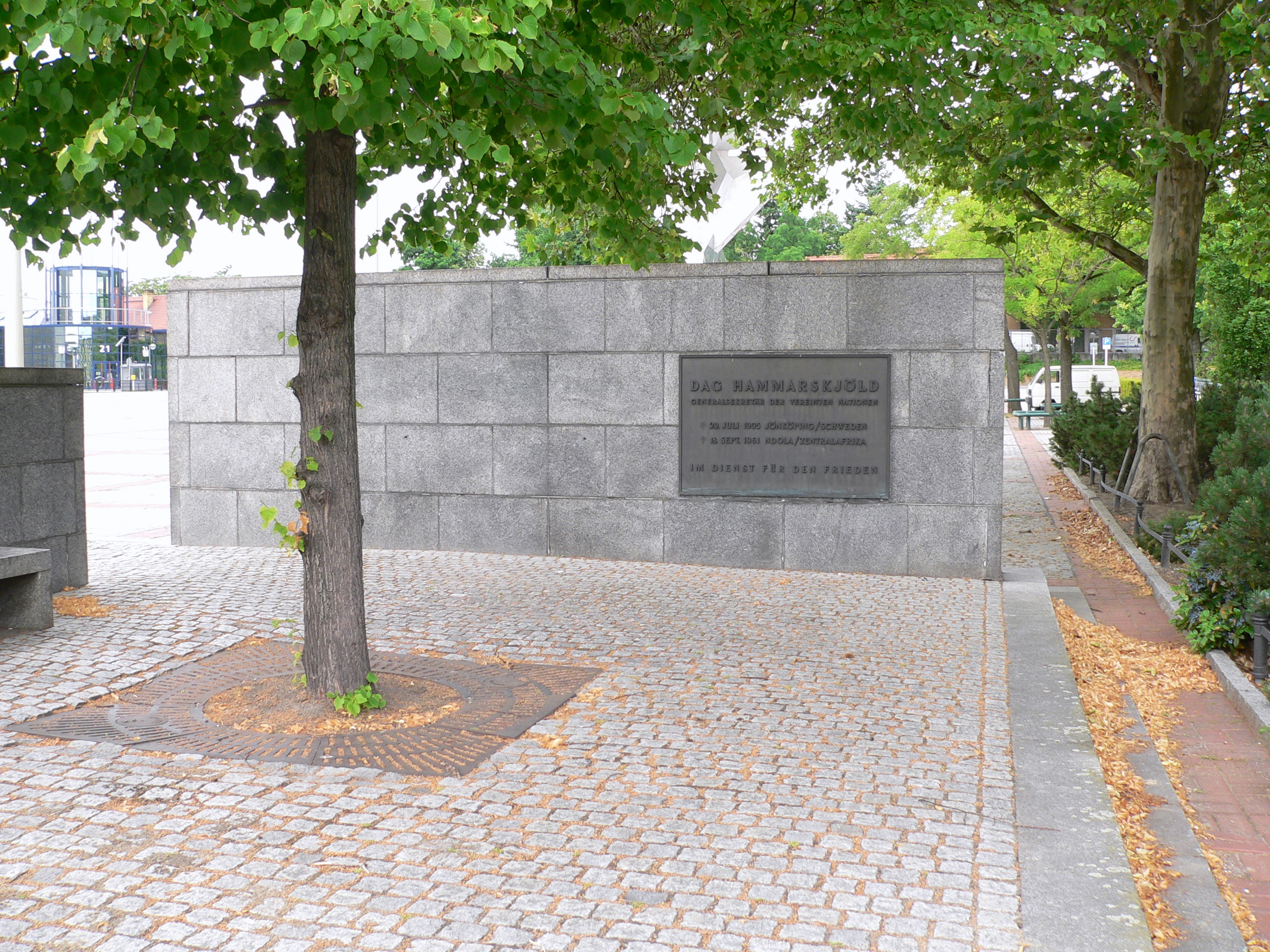